# Martin Ringström
Martin Ringström, né le 18 mars 1981, à Göteborg, en Suède, est un joueur suédois de basket-ball. Il évolue au poste d'ailier fort.

## Palmarès
- FIBA Europe Cup 2003-2004
- Champion de Suède 2003, 2012